# Сіді-Мбаїріка
Сіді (Саїд) Мбаїріка ульд Мухаммад (араб. سيدي ولد محمد لحبيب; д/н — 1871) — 14-й емір Трарзи в 1860—1871 роках.

## Життєпис

### Молоді роки
Походив з арабської династії ульд-ахмед ібн даман, гілки ульд-аль-шеркі. Старший син еміра Мухаммада III та його стриєчної сестри Мбаїріки бент Амар. Замолоду брав участь у військових походах та державних справах батька. 1853 року повалив Мухаммада-Сіді, еміра Бракни, поставивши на трон Сіді-Алі II
1858 року разом з візиром Мухтар Сіді від імені батька уклав Сен-Луїський мирний договір з Францією, який суттєво зменшив вагу емірату Трарза в регіоні та обмежив його торгівлю й фінанси. 1860 року внаслідок змови стриєчного брата Сіді-Мбаїріки — Сіді-Ахмеда ульд Алі Хамліха — загинув емір Мухаммад III. Втім спроба вбити Сіді-Мбаїріку не вдалася. Прихильники Сіді-Ахмеда протягом декількох годин билися з військами еміра. Зрештою Сіді-Ахмед втік, але невдовзі його вбив якийсь марабут. За цим Сіді-Мбаїріка оголошений новим еміром Трарзи.

### Панування
Невдовзі виступив проти створення французами бази на о. Аргуїн, але без жодного успіху. Проте збройно не наважився атакувати французькі залоги. Більшу загрозу становили внутрішні чвари, насамперед інтриги його зведених братів від дружини батька Фатьми з клану ульд-даман. 1864 року останні пропонували французам повалити Сіді-Мбаїріку, але їм відмовлено.
У 1863 році вступив у конфлікт з Сіді-Алі II, еміром Бракни. Переміг того, призначивши еміром мухаммада ульд Мусхтар-Сіді. Але 1864 року за посередництва шейхів у вересні відновлено мир з Сіді-Алі II.
У липні 1871 року внаслідок зради візира Хаярума ульд Мухтар Сіді, зведений брат Ахмед Салім напав на Сіді-Мбаїріки в його таборі й вбив його. В результаті трон перейшов до Ахмед-Саліма.